# Moi dix Mois
Moi dix Mois (в пер. с фр.  — «Мои десять месяцев», читается как «муа дис муа») — японская музыкальная группа, исполняющая готический метал, сольный проект Маны, в прошлом лидера и гитариста группы Malice Mizer. Moi dix Mois являются одним из самых ярких и влиятельных коллективов в жанре готик-метал. Появившись в 2002 году, Moi dix Mois оказали влияние не только на развитие японской готической сцены, но и на весь жанр в целом, обретя огромную популярность в готическом фэндоме. За вклад в развитие жанра группа ставится в один ряд с такими исполнителями как Lacrimosa и Theatre of Tragedy.

## История
19 марта 2002 года, три месяца спустя после распада Malice Mizer, Мана объявил о создании нового проекта под названием Moi dix Mois.
По прошествии некоторого времени Мана открыл общественности подробности о своём новом проекте. Окончательно о создании группы Moi dix Mois он объявил 19 марта 2001 года — в свой день рождения. Долгое время не было известно никаких подробностей о составе новой группы. На всех фотографиях участники группы, включая Ману, были представлены в белых масках, на лбу которых было высечено слово «dix». 31 июля в японском городе Сибуя Мана организует мероприятие Dix Inferno вместе с членами группы Schwarz Stein, на котором были объявлены имена участников группы, в которую вошли басист Кадзуно, вокалист Хироки Фудзимото (псевдоним — Дзюка) и сам Мана в качестве гитариста. Место ударника занял приглашённый участник Тоору Томиясу, который на тот момент официально не входил в состав группы.
2002 год ознаменовался первым туром по Японии, который получил название Forbidden. Вслед за ним, 19 ноября группа выпускает первый сингл под названием Dialogue Symphonie, ставший надолго «визитной карточкой» коллектива. А уже 19 марта 2003 года, снова в день рождения Маны, состоялся релиз первого полноформатного альбома Dix Infernal. Этот сборник сочетал в себе богатое симфо-металическое звучание и мрачные готические нотки с последних альбомов Malice Mizer. В том же году после успешного выступления в Akasaka BLITZ группы открывает своё второе национальное турне 2003 Dix Infernal, которое завершилось 27 сентября в концертном зале Shibuya AX 27. Записанные на этом концерте видеоматериалы стали основой для первого DVD группы, который получил название Dix Infernal ~Scars of Sabbath~.
В 2004 году Мана принимает решение сделать Тоору официальным членом группы. 31 мая 2004 года выходит второй сингл Moi dix Mois, названный Shadow Temple. В том же году, 20 июля, увидел свет второй студийный альбом группы под названием Nocturnal Opera. А незадолго до этого, 11 июля, Мана в качестве особого гостя принял участие в выставке Japan Expo, которая проходила в Париже. Тогда же открывается международное подразделение Mon†Amour — официального фан-клуба группы Moi dix Mois, которое получило название Mon†Amour International. Это стало отличной новостью для всех фанатов группы не из Японии. Также через интернет-магазин CD-Japan Мана организовал продажу по всему миру продукции своего модного лейбла Moi-meme-Moitie.
Третий сингл Moi dix Mois, названный Pageant, вышел в свет 6 октября 2004 года. А 8 ноября того же года лейбл Moi-meme-Moitie выпустил ориентированный на Францию модный фотокаталог Magnifique. 15 декабря на выступлении Dis inferno Vol. III публике был представлен новый член группы, которым стал гитарист Кенго Татибана (псевдоним - Кей). Помимо игры на гитаре он будет обеспечивать гроулинг, скриминг и бэк-вокал. На этом же концерте в составе Moi dix Mois выступал временный гитарист по имени Дзюн.
На закрытом концерте для участников фан-клуба Heretic’s Assembly II Night, который прошёл 27 февраля 2005 года, группа объявила об открытии турне 2005 года Invite to Immorality. Турне включает в себя два концерта в Европе, а именно в Париже и Мюнхене, а также заключительный концерт в Сибуе, прошедший 24 апреля 2005 года. Вскоре после этого выступления из группы ушёл вокалист Дзюка.
27 июля в обычной и ограниченной версии вышел новый DVD группы под названием Europe Tour 2005, Invite to Immorality. В отличие от обычной версии на одном диске, ограниченное издание включало в себя второй диск с различным дополнениями. 2 декабря под немецким лейблом Trisol вышло европейское издание альбома Nocturnal Opera. Оно включало в себя два диска, на которых помимо альбома присутствовало три сингла и две видеозаписи, который были сняты во время тура 2005 года. Новым вокалистом Сэйдзи группа обзавелась в декабре 2005 года. Тогда же её покинул басист Кадзуно вместе с барабанщиком Тоору. Получившийся состав группы с тех пор не менялся.
1 марта 2006 года под лейблом Midi:Nette в Японии и под лейблом Gan Shin в Германии вышел мини-альбом под названием Beyond the Gate.  11 марта Moi dix Mois провели успешный концерт в Сибуе, а затем открыли турне по Европе, в рамках которого 17 марта прошло выступление группы в Париже и 19 марта в Берлине. 2 мая в концертном зале Shibuya AX прошёл последний концерт этого турне.
В 2007 году вышел новый студийный альбом под названием Dixanadu, за которым последовало турне, видеоматериалы которого вошли в состав третьего DVD, названного Dixanadu ~Fated 'raison d’etre'~ Europe Tour 2007 и вышедшего в 2008 году. Последним релизом группы на настоящий момент стал альбом D+Sect, выпущенный 15 декабря 2010 года.
В рамках празднования своего десятилетия, 19 марта 2012 года Moi dix Mois выпускают сборник лучшего. Релиз, получивший название Reprise, будет состоять из композиций с первых двух альбомов, перезаписанных в текущем составе.
19 мая 2014 года гитарист Кэнго Татибана был найден мертвым у себя дома. Причины его смерти остаются неизвестными.

## Особенности
Помимо игры на гитаре, Мана пишет для группы музыку и лирику, делает аранжировки, занимается продюсированием, разрабатывает оформление сцены, а также все костюмы. Режиссура и постановки шоу также «его рук дело». Все проекты Маны выпускаются на его независимом лейбле, Midi:Nette.
Звучание Moi dix Mois напоминает поздние композиции Malice Mizer: орган и клавесин, электрогитара, синтезированные женский и мужской голоса, тяжёлый ритм и быстрый темп ударных. Все это создает яркую и свежую энергетическую субстанцию, калейдоскоп стилей: неоклассика, готика и метал. Лирика Маны теперь более персонализирована, по сравнению с Malice Mizer она стала «темнее», с типичной для готического метала тематикой мрачной романтики и любви.
Мана называет себя «создателем Moi dix Mois». Эта информация сопровождает все релизы группы и рекламные материалы.

## Дискография

### Альбомы
- Dix Infernal (2003.03.19)
- Nocturnal Opera (2004.07.20)
- Beyond the Gate (2006.03.01)
- DIXANADU (2007.03.28)
- D+SECT (2010.12.15)

### Синглы/EP
- Dialogue Symphonie (2002.11.19)
- Shadows Temple (2004.05.31)
- Pageant (2004.10.06)
- Lamentful Miss (2006.10.04)

### Сборник лучшего от Moi dix Mois
- Reprise (дата релиза 2012.06.11)

### DVD
- Dix infernal ~Scars of sabbath~ (2003.12.16)
- Europe Tour 2005 — Invite to Immorality [Regular Edition] (2005.07.27)
- Europe Tour 2005 — Invite to Immorality [Limited Edition]~Sleve Case (2005.07.27)
- Dixanadu~Fated Raison d’etre' Europe Tour 2007 (2008.01.30)

## Состав

### Постоянный состав проекта
- Мана (яп. マナ Mana) — лидер-гитара, клавишные, программирование
- Seth (яп. セス Sesu, рожд. яп. セイジ Seiji) — вокал
- Сугия (яп. スギヤ Sugiya) — бас-гитара
- Хаято (яп. 勇人 Hayato) — ударные

### Бывшие участники
- K (яп. ケー Ke:)† — ритм-гитара и вокал (умер 19 мая 2014 г.)
- Дзюка (яп. ジュカ Juka) — вокал
- Кадзуно (яп. カズノ Kazuno) — бас-гитара
- То:ру (яп. 徹 Tohru) — ударные